# Stazione di Jenbach
La stazione di Jenbach è un'importante stazione ferroviaria di interscambio del Tirolo in Austria; è interessata da ben tre tipi di scartamento differenti: normale, metrico e bosniaco.
La stazione venne realizzata nel 1858 nel corso della realizzazione della direttrice ferroviaria principale di collegamento verso il Brennero e le regioni allora austroungariche del Lombardo-Veneto. Oggi la linea Kufstein-Innsbruck, gestita dalle Ferrovie Federali Austriache è elettrificata a 15 kVolt a corrente alternata e a scartamento normale di 1.435 mm.
Nel suo ampio fascio di binari sono compresi anche i binari a scartamento di 1.000 mm della ferrovia turistica con trazione a vapore per il Lago di Achen, la Achenseebahn e quelli a scartamento da 760 mm della Zillertalbahn, a trazione diesel (e a vapore turistica). L'impianto pertanto prevede anche ampie rimesse di ricovero delle locomotive delle due società e officine di manutenzione.
I binari per servizio viaggiatori sono 4 per lo scartamento normale, 1 per quello metrico e 1 per quello bosniaco.

## Galleria d'immagini

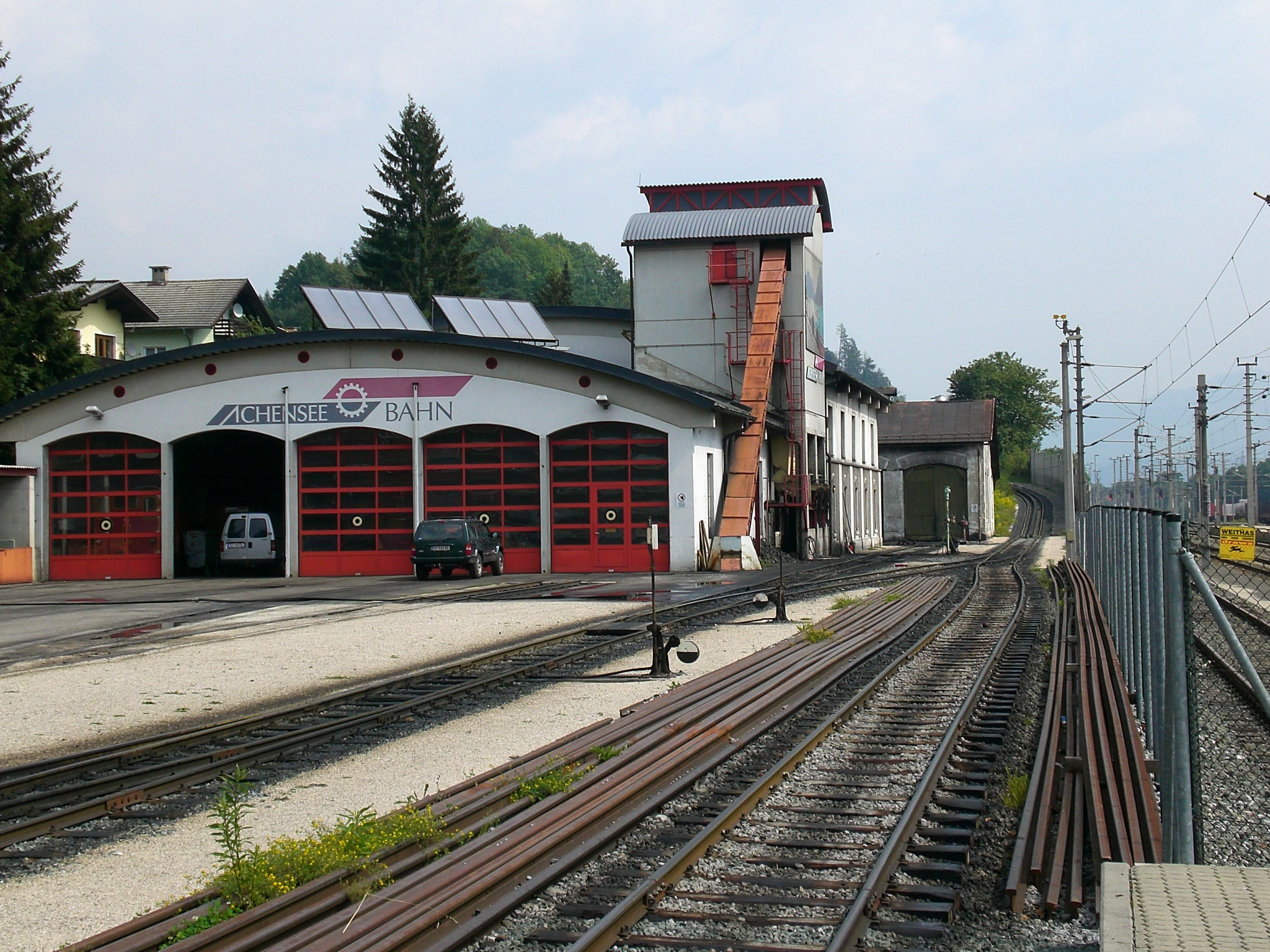
Rimessa locomotive della ferrovia dell'Achensee
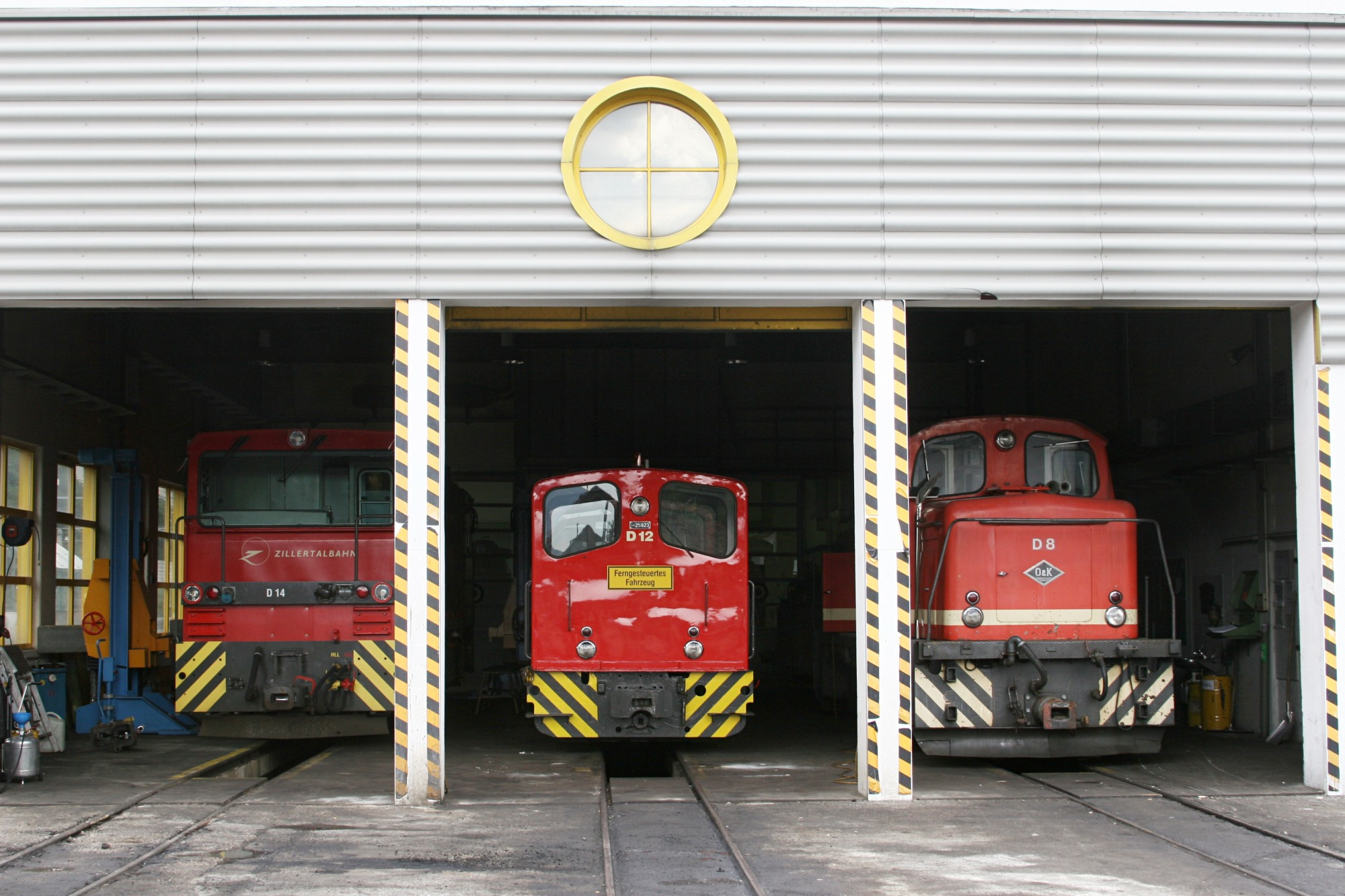
Rimessa locomotive diesel della ferrovia della Zillertal